# Calliptamus balucha
Calliptamus balucha är en insektsart som beskrevs av Boris Petrovich Uvarov 1938. Calliptamus balucha ingår i släktet Calliptamus och familjen gräshoppor.

## Underarter
Arten delas in i följande underarter:
- C. b. balucha
- C. b. brachypterus